# Burlöv (đô thị)
Đô thị Burlöv (tiếng Thụy Điển: Burlöv kommun) là một đô thị ở hạt Skåne của Thụy Điển. Thủ phủ là thị xã Burlöv. Dân số thời điểm 31 tháng 12 năm 2000 là 15038 người.